# Silnice II/117
Silnice II/117 je silnice II. třídy spojující Žebrák, Hořovice, Komárov, Mirošov, Spálené Poříčí, Blovice a Měčín. Začíná u dálnice D5 u Žebráku, pokračuje přes Hořovice kolem CHKO Brdy a končí napojením na silnici II/191 poblíž Klatov. Její celková délka je 73,7 km.

## Vedení silnice

### Středočeský kraj

#### Okres Beroun
- křížení s II/605, nájezd na I/5
- křížení s III/1142
- Hořovice
  - křížení s III/1146 a III/11710
  - křížení a peáž s II/114
  - křížení s III/1144
- Osek, křížení s III/11711
- Komárov, křížení s III/11713, III/11714 a III/11716
- Jivina
- Olešná, křížení s III/1179
- křížení s III/1182
- křížení s III/11719

### Plzeňský kraj

#### Okres Rokycany
- Strašice, křížení s III/11723 a III/11726
- Dobřív, křížení s III/11727
- Mirošov, křížení s III/11729, III/11724, III/11725 a III/11730
- křížení s III/11731
- Kakejcov
- křížení s III/11732

- Mešno, křížení s III/11734 a III/11735

#### Okres Plzeň-jih

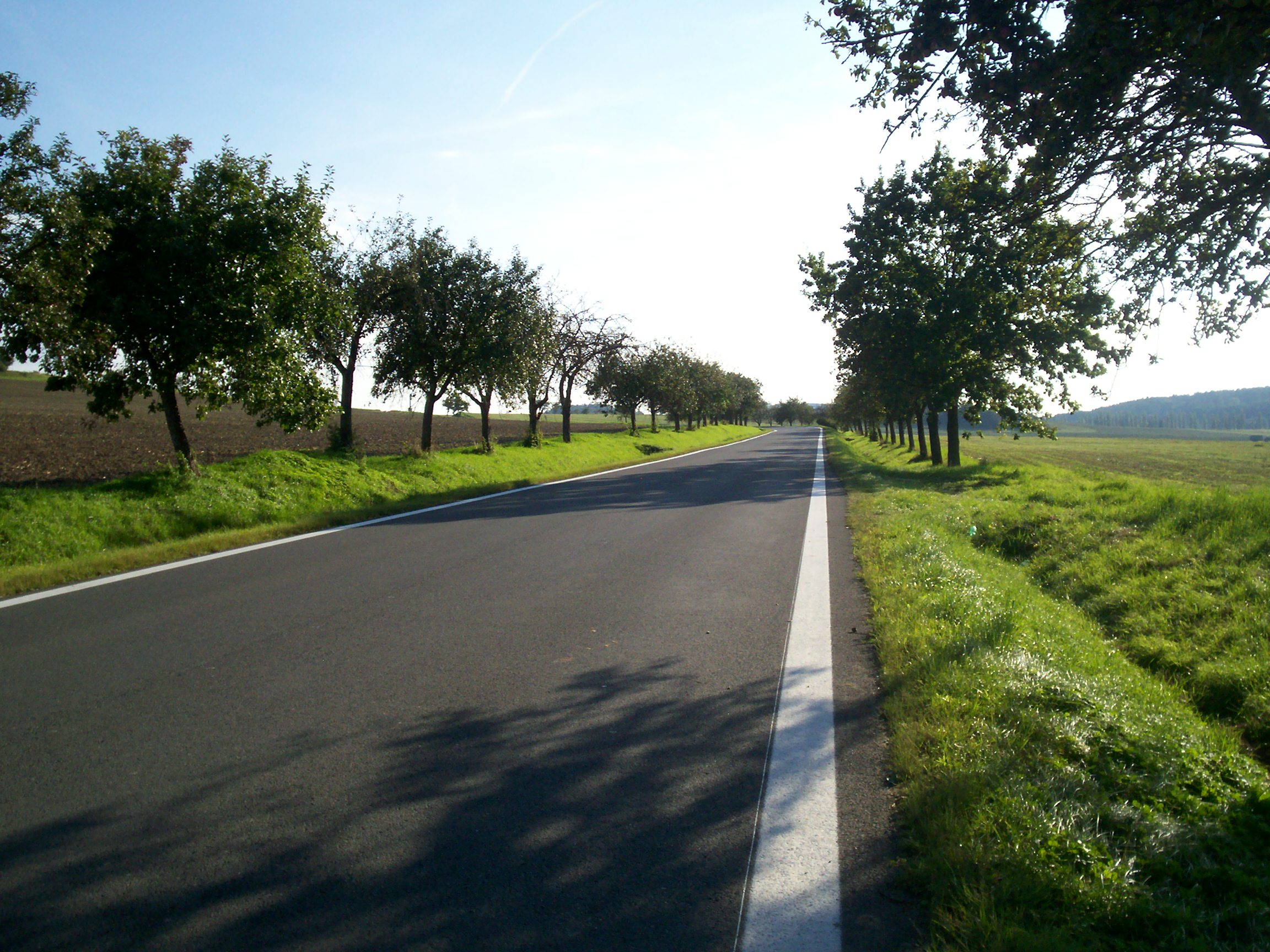
Silnice II/117 na výjezdu z Blovic směrem na Kotousov

- Lipnice, křížení s III/11736 a III/11738
- Spálené Poříčí, křížení s III/11739, křížení a peáž s I/19
- Štítov, křížení s III/17712
- Blovice, křížení s II/178 a III/17711
- Komorno, křížení s III/11750
- Kotousov, křížení a peáž s I/20
- křížení s III/11752
- Drahkov, křížení s III/11753
- Letiny, křížení s III/11755, III/11757 a III/11758

#### Okres Klatovy
- Skašov, křížení a peáž s II/230
- Měčín, křížení s III/11759 a II/182
- Nedanice
- křížení s III/11760
- Nedaničky
- Předslav, křížení s III/11761, III/11762 a III/11766
- křížení s II/191